# Mausoleo de José Gervasio Artigas
El Mausoleo al General José Gervasio Artigas es el lugar donde reposan los restos del prócer de la patria José Gervasio Artigas, se encuentra debajo del mismo monumento ecuestre en honor al Prócer sobre la Plaza Independencia de Montevideo.
Sus restos son custodiados por el Regimiento de Blandengues de Artigas.

## Historia
La primera idea de construir un monumento en homenaje al prócer fue durante la presidencia de Máximo Santos, cuando se presentó y aprobó un proyecto de ley en el cual se preveía la realización de un monumento en homenaje a quien unánimemente pasaba a ser considerado "fundador de la nacionalidad oriental". Por su relevancia en tanto nexo entre la antigua y la nueva ciudad, la Plaza Independencia fue el lugar elegido, en esta misma instancia, para el emplazamiento de la escultura.
El 25 de agosto de 1884, conmemorando el aniversario de la Declaratoria de la Independencia fue colocada su piedra fundamental y al año siguiente se llevó a cabo un concurso de bocetos para artistas nacionales y extranjeros a fin de seleccionar un modelo de escultura. El escultor Federico Soneira resultó ganador de dicho concurso, aunque el proyecto nunca se concretó.
Tuvieron que pasar veinte años para que nuevamente la idea de construir un homenaje a Artigas volviese a estar sobre la mesa. En esta ocasión, durante el primer gobierno de José Batlle y Ordóñez se promulgaron dos leyes que pautaron avances de importancia. Por una de ellas se estipulaba el traslado del monumento a Joaquín Suárez que estaba sobre la Plaza Independencia frente al Palacio Estévez,  a una plazoleta ubicada sobre la avenida agraciada, la otra ley fue la aprobación del presupuesto para la construcción de dicho monumento.
Esta segunda iniciativa e impulso de un monumento estuvo precedido por la convocatoria a un concurso en el que se elegiría un modelo de escultura apropiado. Los bocetos debían atenerse a los lineamientos generales esbozados por el poeta de la patria  Juan Zorrilla de San Martín en la Epopeya de Artigas, obra que el batllismo encomendó especialmente para la ocasión.

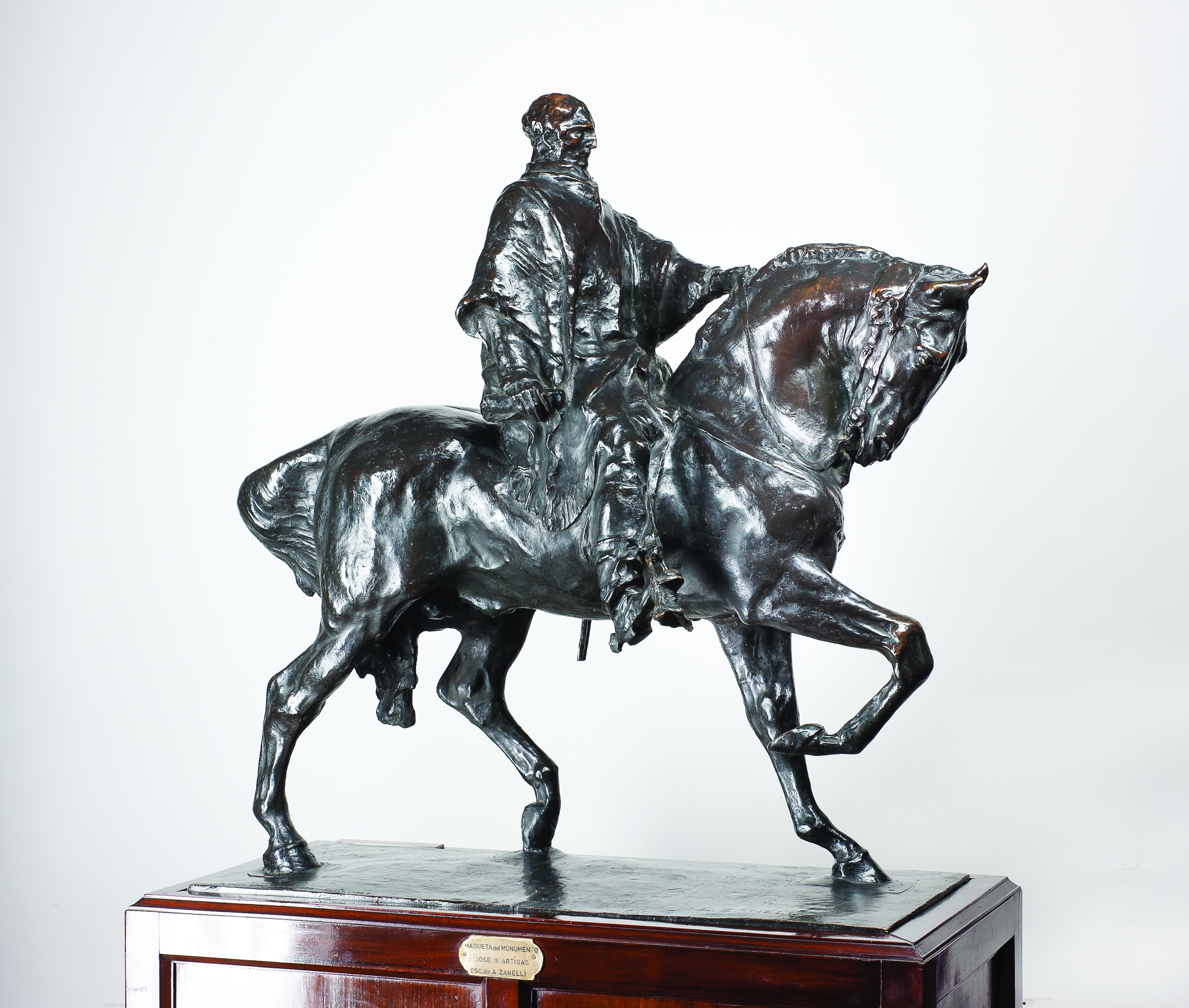
Boceto a escala reducida del monumento ecuestre de José Artigas, de Angel Zanelli.

En 1913, los miembros de la comisión encargada de juzgar el casi medio centenar de bocetos presentados declararon obras finalistas de este certamen a los proyectos del italiano Ángel Zanelli y del uruguayo Juan Manuel Ferrari. Finalmente el boceto ganador fue el Artigas de Zanelli, resaltando con especial énfasis el carácter heroico y monumental de este esbozo iconográfico. 
No obstante, a partir del año 1916, el lugar destinado para erigir el monumento fue ocupado por la fuente luminosa Cordier en honor a su autor. En 1922 sería trasladado a su actual ubicación, frente al Hotel del Prado.
Finalmente, el 28 de febrero de 1923 se inauguró en la Plaza Independencia el monumento en homenaje al prócer José Gervasio Artigas; dicha ocasión coincidió también con el fin de la presidencia de Baltasar Brum. En la inauguración participaron como oradores el ministro de Obras Públicas y  el poeta de la patria Juan Zorrilla de San Martín, dicha inauguraron culminó un desfile militar, acompañado por la demostración de una escuadrilla de avionetas que sobrevoló la Plaza durante las celebraciones y ya avanzada la tarde, la Banda Municipal ponía fin a este acto inaugural ejecutando la pieza de Alejandro Maino "Al patriarca aclamo".

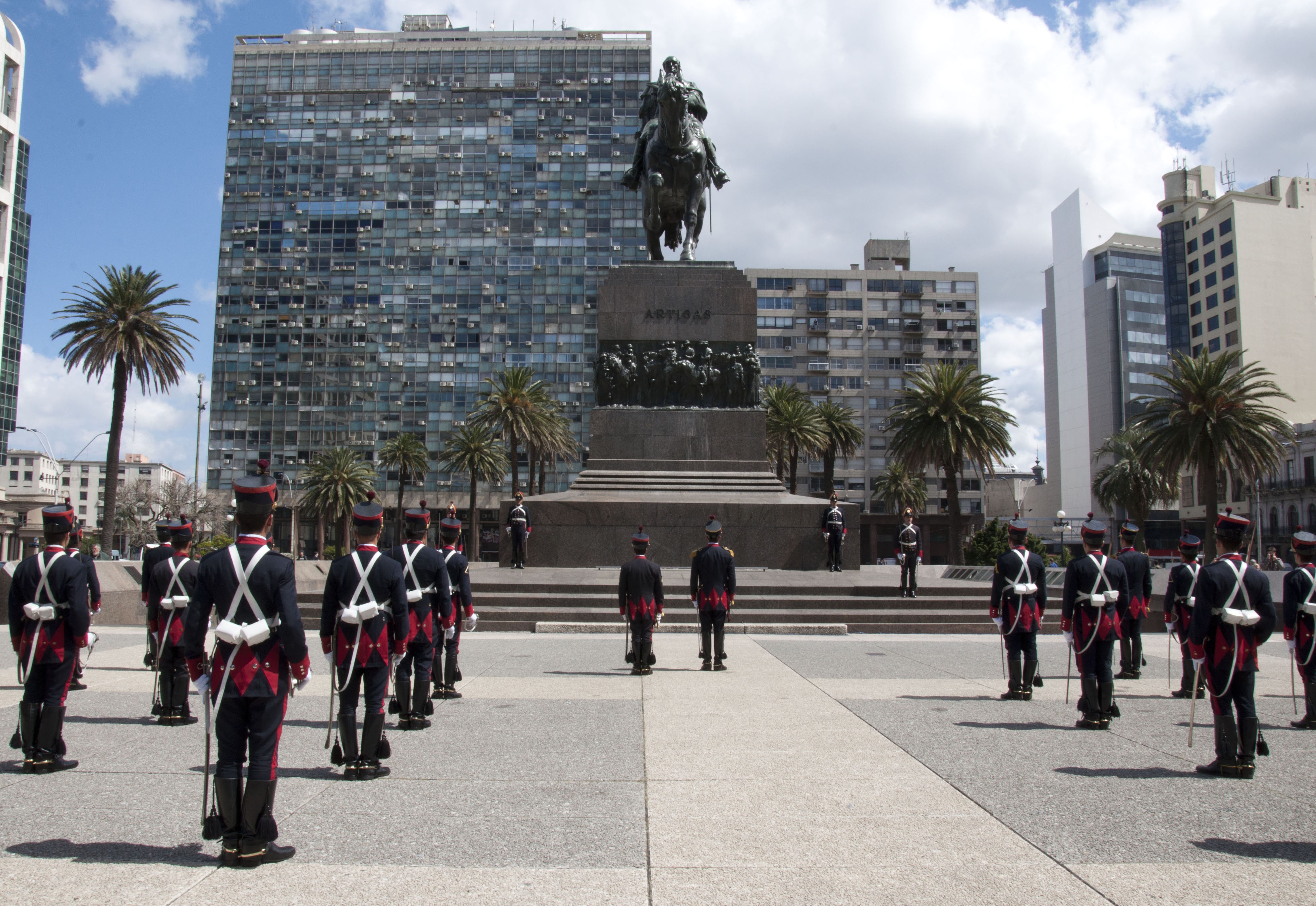
Cuerpo de Blandengues, custodia protocolar de los restos de José Gervasio Artigas

El 27 de septiembre de 1974 durante la dictadura cívico-militar, por Decreto-Ley N° 14.276, el régimen militar dispuso la construcción de un mausoleo el cual debía ser construido debajo del monumento ecuestre al mismo existente desde 1923 sobre la Plaza Independencia, para depositar de los restos de Artigas. Los mismos habían estado desde su llegada a Uruguay en el Panteón Nacional del Cementerio Central de Montevideo hasta 1972 y posteriormente fueron custodiados por los Blandengues.
Finalmente, 19 de junio de 1977, conmemorando el nacimiento del prócer fue inaugurado el mausoleo junto con la Plaza Independencia, la cual fue reconstruida. En la inauguración participaron, todas las autoridades militares de facto. La obra estuvo a cargo los arquitectos Lucas Ríos Demalde y Alejandro Morón, el mismo fue construido de granito, con amplias escalinatas hacia el subsuelo, en el que se custodia la urna con los restos de José Gervasio Artigas; una pirámide trunca permite que penetre el sol directamente hasta la urna.

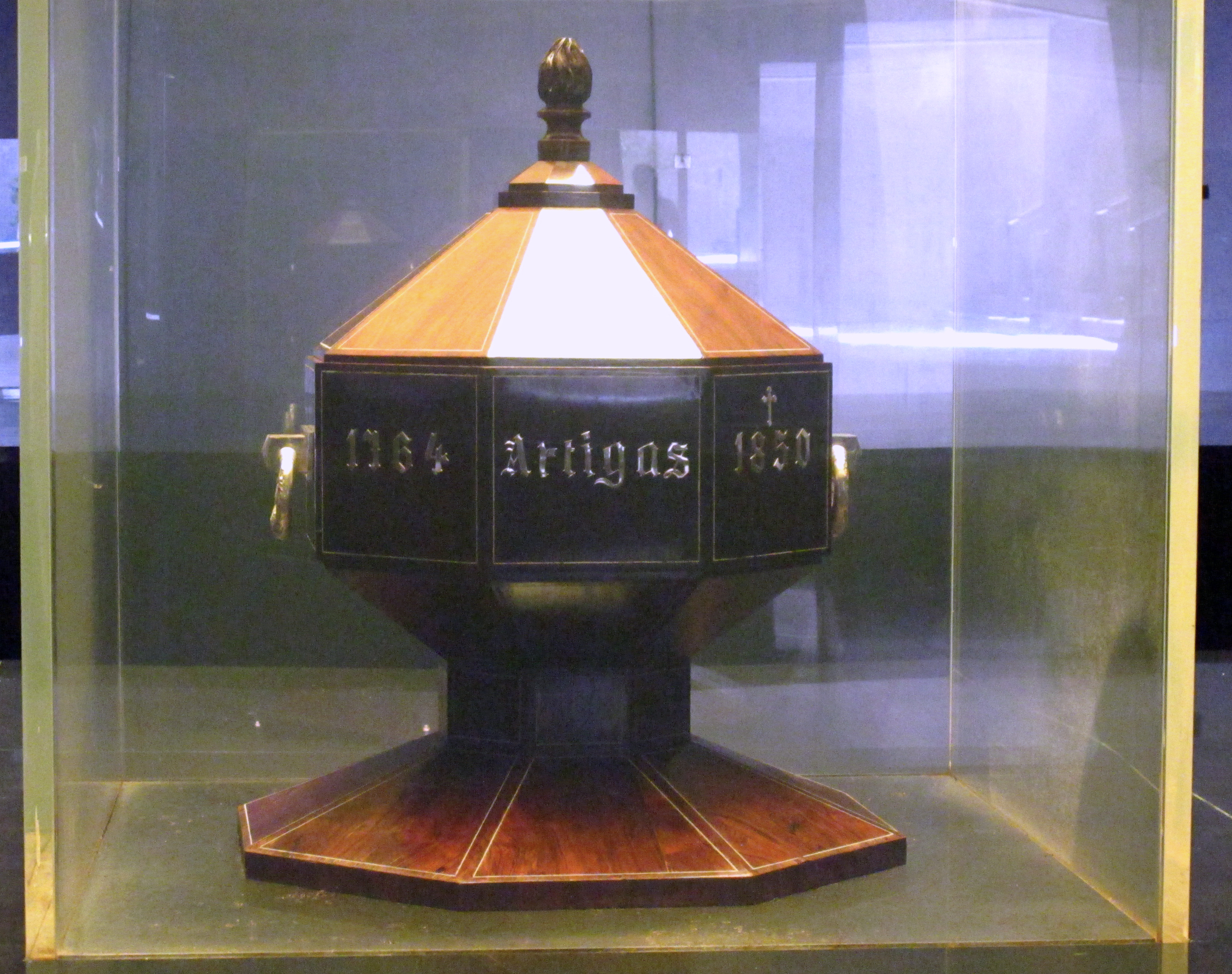
Urna en la que yacen los restos del prócer oriental

Tras el retorno a  la democracia, se cuestionó mucho la utilización del nombre, la imagen, la figura y los restos del prócer para el ensalzamiento de una dictadura que implicaba negar el ideario democrático republicano y representativo de Artigas.

En el año 2001 fue promulgada una ley según la cual se deberán escribir frases célebres del ideario artiguista en los muros del mausoleo.
Durante el año 2009, el presidente Tabaré Vázquez propuso e insistió en la oportunidad de trasladar los restos del prócer a la nueva Torre Ejecutiva, pero esto desató numerosas críticas de la oposición, y hasta quejas de los descendientes del prócer.
En el 2011 el mausoleo fue restaurado y la urna fue trasladada al Cuartel de Blandengues.
El 26 de octubre de 2012 los restos del Prócer regresaron a su hogar y se dio un acto público que contó con la oratoria del profesor Daniel Vidart.

## Galería

Interior del Mausoleo
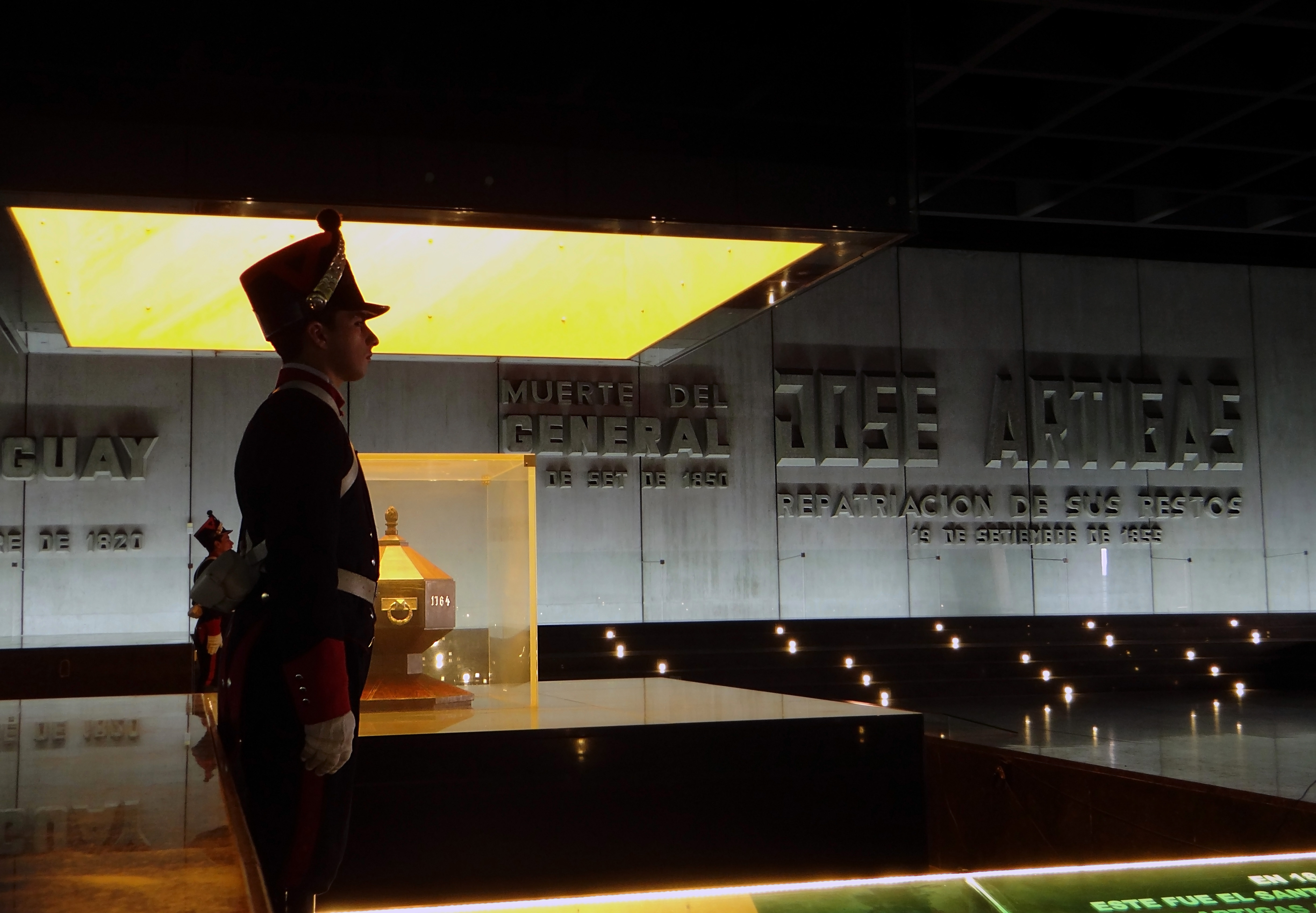
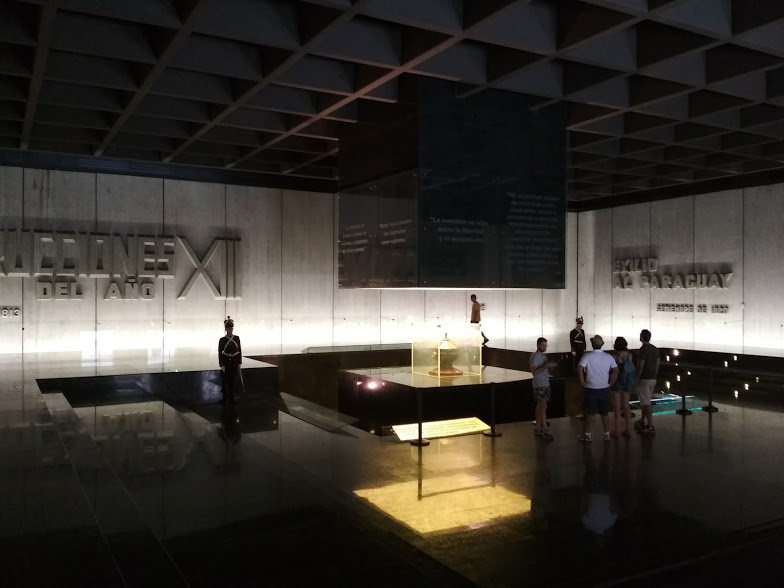
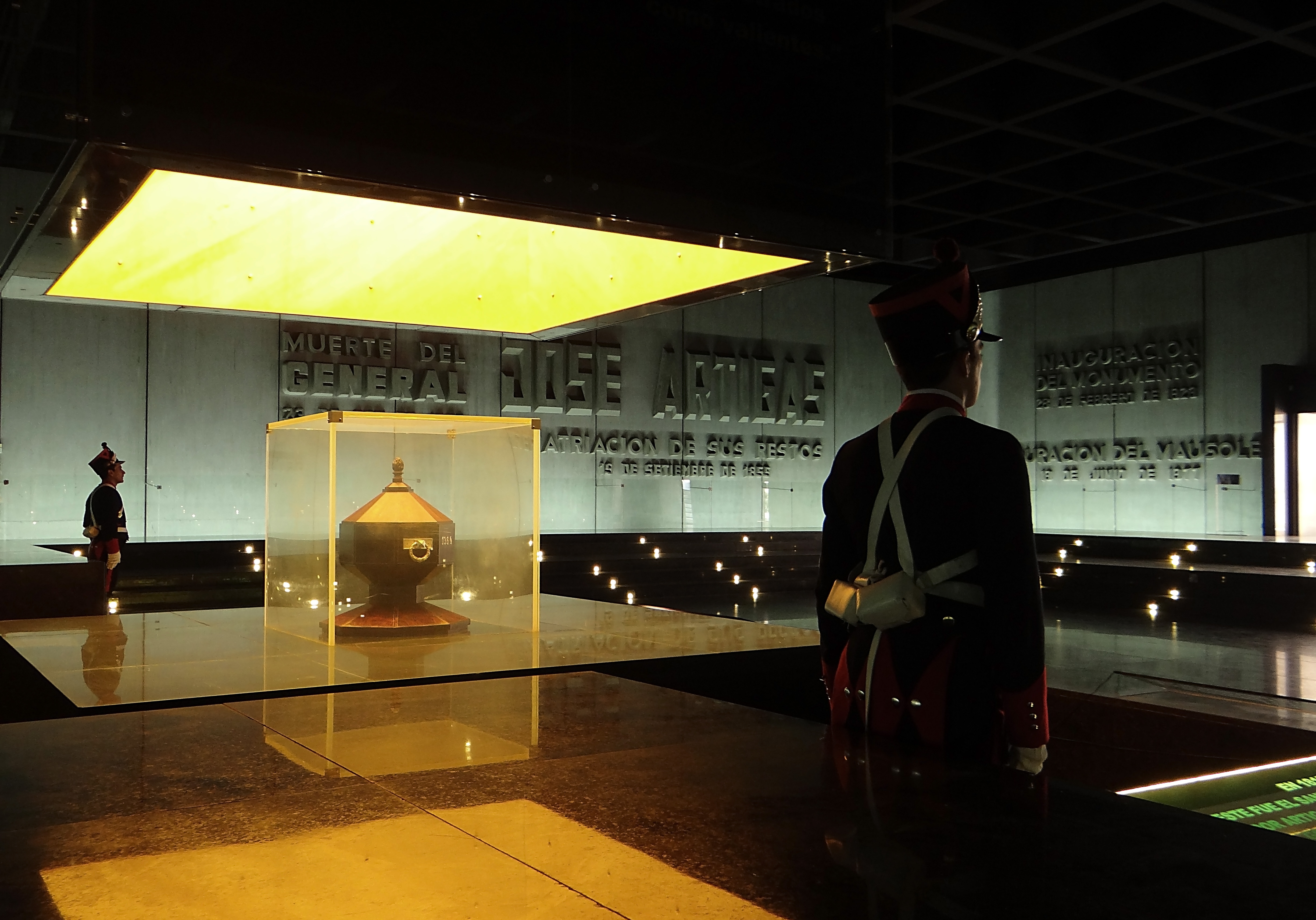